# Tribunalen i Irak
Tribunalen i Irak (arabiska: المحكمة الجنائية العراقية العليا; engelska: Supreme Iraqi Criminal Tribunal, SICT) är en Irakisk domstol för brott begångna av Saddam Husseins regim. 
Tribunalen upprättades 12 december 2003 som Iraqi Special Tribunal (IST) av Iraqi Governing Council (IGC), i sin tur tillsatt av Coalition Provisional Authority (CPA) CPA hade explicit givit IGC mandat att tillsätta tribunalen. Eftersom Irak var ockuperat som en följd av Irakkriget var tribunalens juridiska ställning problematisk och den ersattes med SICT, vars statut (regler) fastställdes, med mindre ändringar jämfört med de tidigare, av Iraks tillfälliga parlament 11 augusti 2005. Styrelsen av Irak hade då formellt överlåtits åt en övergångsregering, men landet saknade ännu en konstitution.

## Grund
Tribunalen skall bygga på irakisk lag och irakisk uppfattning om legitimitet, men tillämpar också internationell lag. Den har kompetens att döma irakier och personer bosatta i Irak för folkmord, brott mot mänskligheten och krigsbrott, begångna mellan 17 juli 1968 och 1 maj 2003. Brottens definitioner följer Romstadgan för Internationella brottmålsdomstolen och stadgarna för Internationella Rwandatribunalen och Internationella krigsförbrytartribunalen för det forna Jugoslavien. Personer kan också bli dömda för vissa brott enligt irakisk lag, bland annat missbruk av naturtillgångar, brott mot irakiska rättsväsendets självständighet och användande av irakisk armé mot arabiska länder.
SICT tillät utseende av utländska rådgivare med kunskap om internationella brott för att bistå SICT:s domare och åklagare.
På detta sätt har USA kunnat påverka rättegången.

## Rättegången mot Saddam Hussein
Under rättegången mot Saddam Hussein tillämpades en lag som gällt först från den 18 oktober 2005, det vill säga två decennier efter det att de gärningar han dömts för ägt rum.
Saddam Hussein åtalades bland annat för att ha beordrat en hämndattack sedan ett attentatsförsök den 8 juli 1982 mot honom misslyckats. Under hämndattacken torterades och avrättades 148 män och pojkar från staden Dujail 1982. 
Han dömdes och avrättades den 30 december 2006.
Dödsdomen fick omfattande kritik. Dödsstraffet är i sig kontroversiellt. Det fanns problem med domstolens legitimitet och själva rättsprocessen – och de övriga brott som Saddam Hussein varit inblandad i blir nu knappast uppklarade.

## Kritik
Ända sedan dess begynnelse har ad hoc-tribunaler av denna typ blivit både lovordade och hårt kritiserade för att inte skipa den rättvisa de utger sig för att fastställa, en debatt som efter Saddams uppmärksammade avrättning blev allt mer högljudd. Samtliga andra tribunaler, som upprättats för att beivra brott mot mänskligheten har livstids fängelse som strängaste påföljd. 
Det har ifrågasatts huruvida de upprätthåller den grundläggande principen om förbud mot att åtala någon ex post facto (legalitetsprincipen), huruvida FN:s inblandning i etableringen av dessa tribunaler är i enlighet med FN stadgan och internationella regler samt huruvida bristen på universell jurisdiktion påverkar tribunalernas legalitet.
Brott mot mänskligheten, vilket var vad Saddam Hussein dömdes för, introducerades i det irakiska rättssystemet först i och med tribunalen, och endast vad gäller brott begångna före maj 2003. Normalt bör brott vara straffbara då de begås för att straff skall kunna utdömas, en princip som funnits sedan länge i Iraks lagstiftning. I vissa fall har man avstått från denna princip (jfr Nürnbergprocessen), men att tribunalen fungerar utanför Iraks normala juridiska system, att den är tillfällig och att motsvarande brott begångna efter tribunalens inrättande inte är straffbara enligt irakisk lag, sätter tribunalen i särställning.